# Åsa Westlund

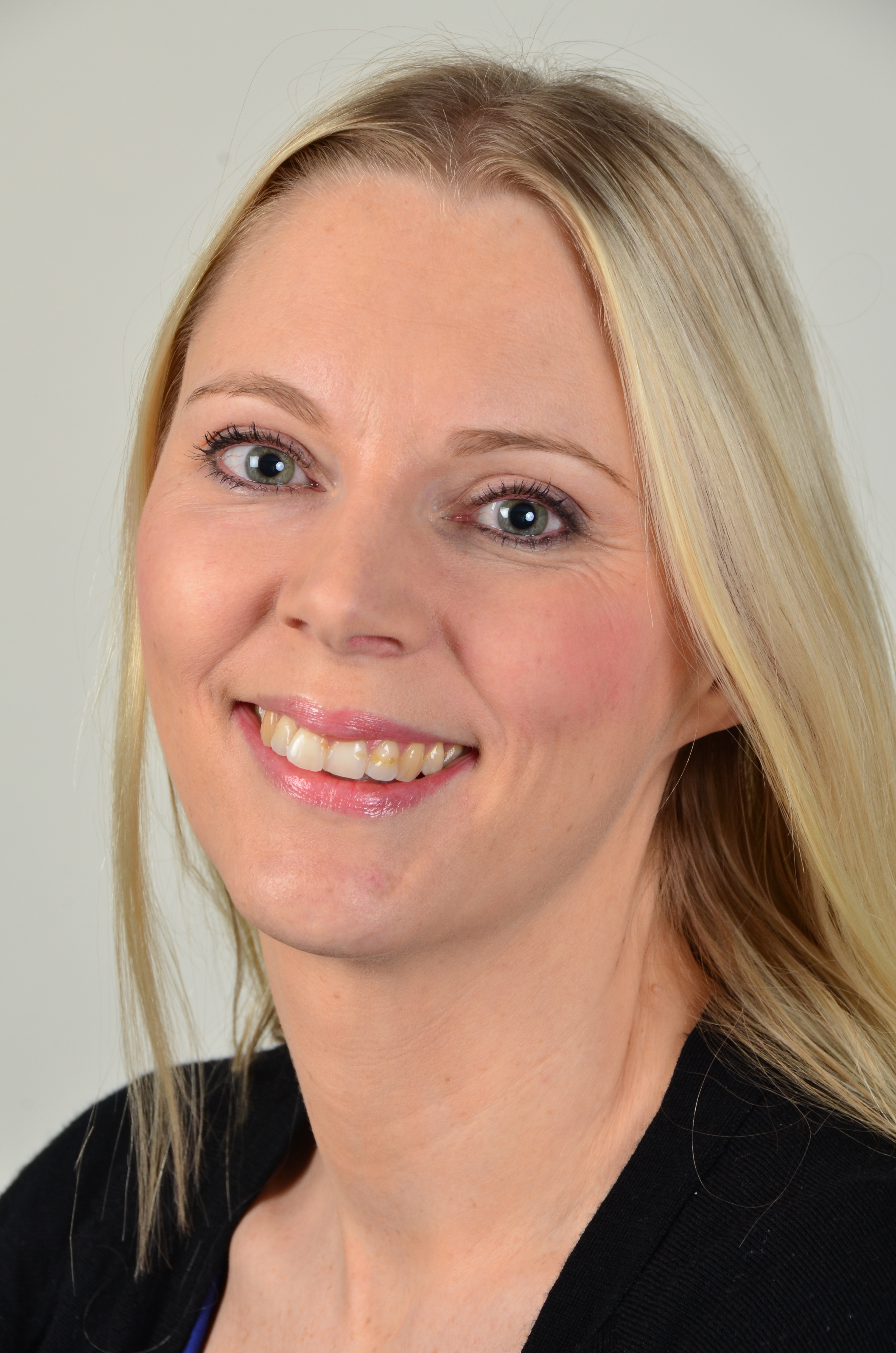
Westlund, 2014

Åsa Westlund (n. 19 mai 1976, Anderstorp) este un om politic suedez, membru al Parlamentului European în perioada 2004-2009 din partea Suediei.
1. 1 2  Westlund, Åsa Ingrid Gunilla, Sveriges befolkning 2000[*]
2. ↑  Protokoll 2015/16:3 Torsdagen den 17 september, accesat în 21 iunie 2021
3. ↑  Åsa Westlund (S) (în suedeză)
4. ↑  Deputații în Parlamentul European